# Gare de Berlin-Lichtenberg
La gare de Berlin-Lichtenberg (en allemand : Bahnhof Berlin-Lichtenberg) est une gare ferroviaire berlinoise reliant différents moyens de transport des lignes régionales (Regionalbahn) à destination de l'est et du nord de Berlin et du S-Bahn. Elle accueille également certaines grandes lignes (EuroNight et FlixTrain). La station se trouve à la limite des quartiers Rummelsburg et Lichtenberg, aux lignes de Prusse-Orientale et de Berlin à Wriezen.
La gare a été construite en 1881 et reconstruite cent ans plus tard, rouverte le 15 décembre 1982. Dans les années 1980, à l'époque de la division de Berlin, la gare était la plate-forme de correspondance la plus importante de Berlin-Est. Ils y transitaient la plupart des trains grandes lignes de la Deutsche Reichsbahn, et de nombreuses voies abandonnées en témoignent aujourd'hui.
Actuellement, la gare est, avec 85 000 passagers par jour, de catégorie 2 sur l'échelle des gares allemandes. Elle est en outre un lieu d'apprentissage pour les employés-stagiaires (Auszubildende) de la Deutsche Bahn.

## Histoire

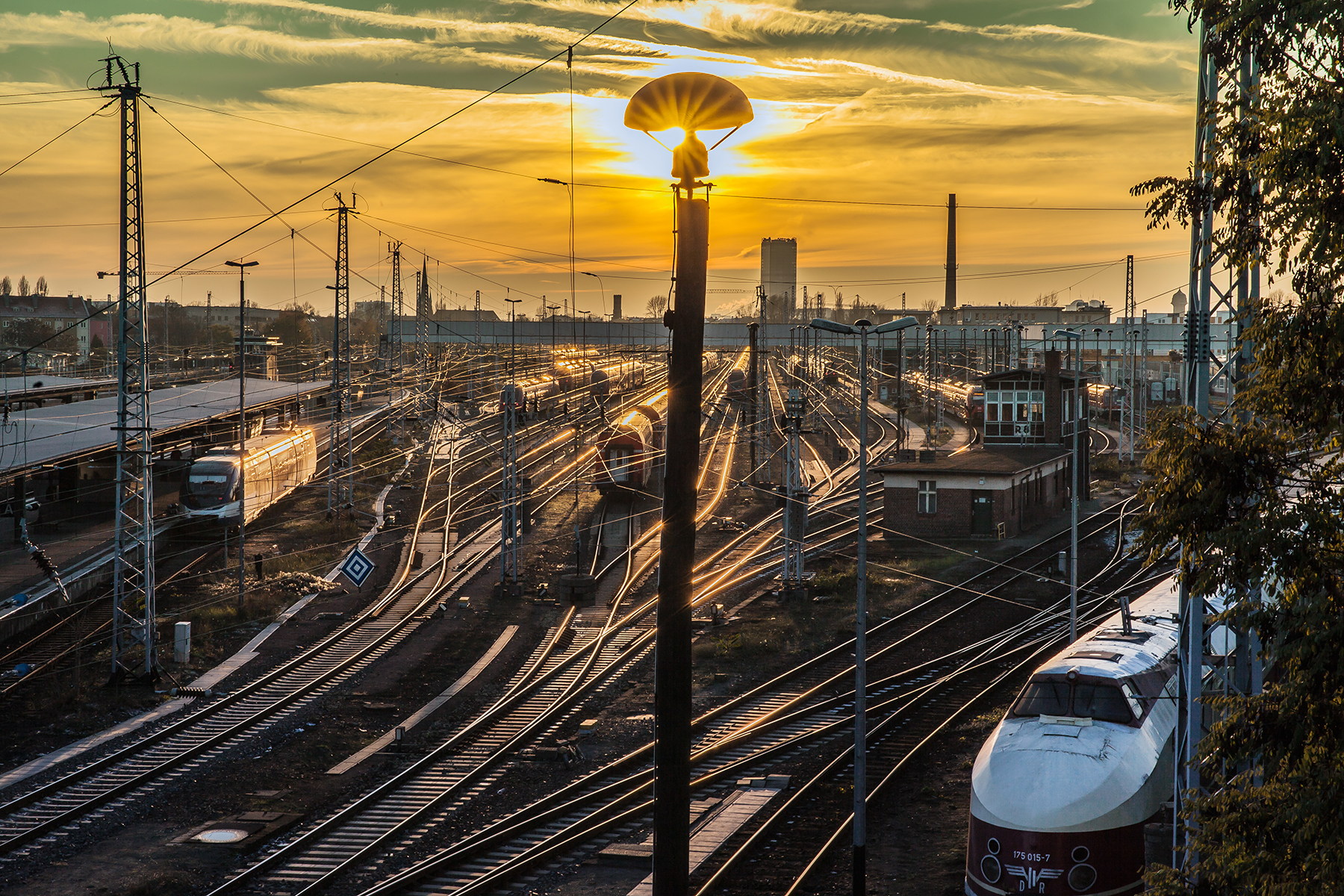
Vue sur les voies ferrées.

La gare est ouverte en 1881, dix ans après la construction du Ringbahn de Berlin en passant à l'ouest, pour accueillir les trains de banlieue et les trains empruntant la ligne de Prusse-Orientale. Ces trains de passagers partent de l'ancienne gare de l'Est, puis, avec l'ouverture du Stadtbahn de Berlin en 1882, de la gare de Silésie (Schlesischer Bahnhof, appelée gare de l'Est depuis 1998). La ligne à Wriezen fut mise en service le 1er mai 1898.
En 1920, l'ancienne ville indépendante de Lichtenberg fut incorporée au Grand Berlin (Groß-Berlin), et transformée en un district de la capitale allemande. La gare souterraine du métro (U-Bahn, la liaison actuelle U5) a été mise en service le 21 décembre 1930. Après la guerre et la construction du mur de Berlin en 1961, la station se positionne en vue de devenir la principale plate-forme de Berlin-Est. Avec la réunification allemande, à la suite de l'électrification de la Stadtbahn en 1993 et de l'ouverture de la nouvelle gare centrale en 2006, elle devient cependant une gare régionale et perd de l'importance.

## Dessertes

### Grandes lignes
| Ligne  | Villes étapes | Entreprise |
| ------ | --- | ---------- |
| FLX 10 | Berlin-Lichtenberg – Berlin Ostkreuz – Gare de l'Est (Berlin) – Gare centrale de Berlin – Berlin Zoologischer Garten – Wolfsbourg – Lehrte – Hanovre – Göttingen – Cassel-Wilhelmshöhe – Fulda – Hanau – Francfort-sur-le-Main Midi – Darmstadt – Weinheim – Heidelberg – Vaihingen-sur-l'Enz – Stuttgart | FlixTrain  |

### Lignes régionales
| Ligne | Villes étapes | Entreprise               |
| ----- | --- | ------------------------ |
| RB12  | Berlin Ostkreuz – Berlin-Lichtenberg – Oranienbourg – Löwenberg (Mark) – Templin Stadt                                                              | Niederbarnimer Eisenbahn |
| RB24  | Senftenberg – Lübben – Königs Wusterhausen – Berlin Ostkreuz – Berlin-Lichtenberg – Bernau (b Berlin) – Rüdnitz – Biesenthal – Melchow – Eberswalde | DB Regio Nordost         |
| RB25  | Berlin-Lichtenberg – Ahrensfelde – Werneuchen | Ostdeutsche Eisenbahn    |
| RB26  | Berlin-Lichtenberg – Strausberg – Werbig – Kostrzyn                                                                                                 | Niederbarnimer Eisenbahn |
| RB36  | Francfort-sur-l'Oder – Beeskow – Königs Wusterhausen – Berlin-Lichtenberg                                                                           | Ostdeutsche Eisenbahn    |
| RB60  | Francfort-sur-l'Oder – Wriezen – Eberswalde – Bernau bei Berlin – Berlin-Lichtenberg                                                                | Ostdeutsche Eisenbahn    |

## Intermodalité
La station de métro du U5 est située sous la Frankfurter Allee et croise donc la gare en son milieu. Elle est accessible directement par ascenseur et escaliers depuis la gare.
Les lignes de tramway  et  font toutes deux la liaison avec la Schöneweide en empruntant des trajets différents.
Les lignes de bus accessibles à proximité sont les  108 (Lichtenberg ↔ Waldesruh, Mahlsdorfer Allee),  240 (Gare de l'Est ↔ Storkower Straße),  256 (Zentralfriedhof ↔ Siedlung Wartenberg),  296 (Lichtenberg ↔ Karlshorst).